# Кона, Луиджи Альберто
Луиджи Альберто Кона (итал. Luigi Roberto Cona; род. 10 ноября 1965, Нишеми, Италия) — итальянский прелат, ватиканский дипломат и куриальный сановник. Асессор по общим делам Государственного секретариата Ватикана с 24 октября 2019 по 26 октября 2022. Титулярный архиепископ Залы Консилины с 26 октября 2022. Апостольский нунций в Сальвадоре с 26 октября 2022.

## Ранние годы, образование и священство
Луиджи Альберто Кона родился 10 ноября 1965 года, в Нишеми, провинция Кальтаниссетта, в Италии.
Кона был рукоположен в священника 28 апреля 1990 года и был инкардинирован в епархию Пьяцца-Армерины. Обучался в Папской Церковной Академии. Кона имеет учёную степень в области догматического богословия. В 2001 году он начал готовиться к дипломатической службе в Папской Церковной академии.

## На дипломатической службе Святого Престола
Кона поступил на дипломатическую службу Святого Престола 1 июля 2003 года, служа в свою очередь секретарём в апостольских нунциатурах: в Панаме (2003—2006), Португалии (2006—2008) и в Камеруне (2008—2011), в качестве первого советника апостольских нунциатур в Марокко (2011—2014), в Ираке (2014—2017 годы) и Турции (2017—2018). В 2018 году он начал работать в Секции общих дел Государственного секретариата Ватикана.
24 октября 2019 года монсеньор Луиджи Альберто Кона Папой Франциском был назначен асессором по общим делам Государственного секретариата Ватикана, сменив Паоло Борджа, который был назначен апостольским нунцием и возведён в ранг титулярного архиепископа.
Луиджи Альберто Кона свободно говорит по-английски также как и по-французски, по-испански и по-португальски.

## Апостольский нунций в Сальвадоре
26 октября 2022 года Папа Франциск назначил монсеньора Луиджи Роберто Кона апостольским нунцием в Сальвадоре, одновременно возведя его в сан титулярного архиепископа Залы Консилины.